# Pleosporales
Pleosporales Luttr. ex M.E. Barr – rząd grzybów z klasy Dothideomycetes.

## Charakterystyka
Grzyby mikroskopijne, pasożyty i saprotrofy nie tworzące podkładek lub sporadycznie i skąpo. Teleomorfy tworzą owocniki typu perytecjum lub pseudotecjum, rzadko klejstotecjum, zwykle kuliste, ciemnobrunatne lub czarne z grubą ścianą zbudowaną z pseudoprenchymy. W owocnikach między workami mają nibywstawki. Owocniki na powierzchni porażonych roślin, lub zagłębione w ich tkankach, z dobrze rozwiniętym ostiolum. Worki cylindryczne, maczugowate lub elipsoidalne z wewnętrzną ścianą podobną do dzióbka. Askospory hialinowe, lub o barwie od jasno do ciemnobrunatnej, dwu lub kilkukomórkowe, czasami murkowate.
Anamorfy bardzo różnorodne, zaliczane do typu hyphomycetes i coelomycetes.

## Systematyka i nazewnictwo
Pozycja w klasyfikacji według Index Fungorum: Pleosporales, Pleosporomycetidae, Dothideomycetes, Pezizomycotina, Ascomycota, Fungi.
Takson ten utworzyli Everett Stanley Luttrell i Margaret Elizabeth Barr-Bigelow w 1987 r.
Według Dictionary of the Fungi do rzędu Pleosporales należy 95 rodzin. Niektóre z nich:
- Camarosporidiellaceae Wanas., Wijayaw., Crous & K.D. Hyde 2017
- Coniothyriaceae W.B. Cooke 1983
- Corynesporascaceae Sivan. 1996
- Cucurbitariaceae Luerss. 1879
- Didymellaceae Gruyter, Aveskamp & Verkley 2009
- Massarinaceae Munk 1956
- Melanommataceae G. Winter 1885
- Leptosphaeriaceae M.E. Barr 1987
- Phaeosphaeriaceae M.E. Barr 1979
- Pleomassariaceae M.E. Barr 1979
- Pleosporaceae Nitschke 1869
- Pyrenidiaceae Zahlbr. 1898[3].
- Torulaceae Corda 1829
- Trematosphaeriaceae K.D. Hyde, Y. Zhang ter, Suetrong & E.B.G. Jones 2013